# Quỹ Phát triển Phụ nữ của Liên Hợp Quốc
Quỹ Phát triển Phụ nữ của Liên Hợp Quốc (tiếng Anh: United Nations Development Fund for Women UNIFEM, tiếng Pháp: Fonds de développement des Nations unies pour la femme) là một quỹ của Liên Hợp Quốc dành cho các phụ nữ, được thiết lập trong tháng 12 năm 1976, nguyên là "Quỹ đóng góp tự nguyện cho chương trình Thập kỷ của Liên Hợp Quốc dành cho Phụ nữ" trong Năm Phụ nữ Quốc tế (International Women's Year). Ban điều hành của Quỹ đặt tại trụ sở chính Liên Hợp Quốc ở New York, Hoa Kỳ. Năm 2011, UNIFEM hợp nhất với một số thực thể khác để trở thành Phụ nữ Liên Hợp Quốc (UN Women).

## Mục tiêu
Bốn mục tiêu của Quỹ là:
- Giảm sự nghèo khó và việc thải loại phụ nữ;
- Loại bỏ bạo lực đối với phụ nữ;
- Ngăn chặn việc truyền bệnh HIV/AIDS trong dân số phụ nữ;
- Mở rộng quyền đạt được các chức vụ hữu trách trong các chính phủ và trong việc tái thiết sau xung đột.

Quỹ cung cấp trợ giúp tài chính và kỹ thuật cho các chương trình và các chiến lược sáng kiến đổi mới nhằm làm thăng tiến nhân quyền của phụ nữ, bảo đảm kinh tế và giúp họ tham gia vào chính trị. Từ năm 1976 Quỹ đã hỗ trợ việc "trao quyền cho phụ nữ" và "bình đẳng giới tính" thông qua các văn chương trình của mình và liên kết với các tổ chức phụ nữ trong các khu vực lớn trên thế giới. Quỹ đã bắt đầu xúc tiến việc hỗ trợ từ năm 1996 ở Nam Phi rồi mở rộng sang vùng Đông Phi, Đông Nam Á, Nam Á, Trung Mỹ và vùng Andes.
Tháng giêng năm 2011, Quỹ này đã được sáp nhập vào tổ chức Phụ nữ Liên Hợp Quốc, một thực thể hỗn hợp của Liên Hợp Quốc, cùng với Viện Quốc tế Nghiên cứu và Đào tạo vì sự tiến bộ của phụ nữ (International Research and Training Institute for the Advancement of Women) (INSTRAW), "Văn phòng Cố vấn đặc biệt về các vấn đề giới tính" (Office of the Special Adviser on Gender Issues) (OSAGI), và "Ban vì sự tiến bộ của phụ nữ" (Division for the Advancement of Women) (DAW).

## Các giám đốc điều hành
Giám đốc đầu tiên của Quỹ này là tiến sĩ Margaret Snyder và Giám đốc điều hành hiện nay của Quỹ là Inés Alberdi.
| Tt | Giám đốc                | Từ nước     | Nhiệm kỳ  |
| -- | ----------------------- | ----------- | --------- |
| 4. | Inés Alberdi            | Tây Ban Nha | 2007-2014 |
| 3. | Noeleen Heyzer          | Singapore   | 1994–2007 |
| 2. | Sharon Capeling-Alakija | Canada      | 1989–1994 |
| 1. | Margaret C. Snyder      | Hoa Kỳ      | 1978-1989 |

## Đại sứ thiện chí
Các cá nhân được bổ nhiệm làm đại sứ thiện chí của Quỹ:
- Nicole Kidman từ ( Hoa Kỳ &  Úc), ngày 26/1/2006 [4]
- Công chúa Basma bint Talal từ  Jordan, năm 1996